# Johann Fischart

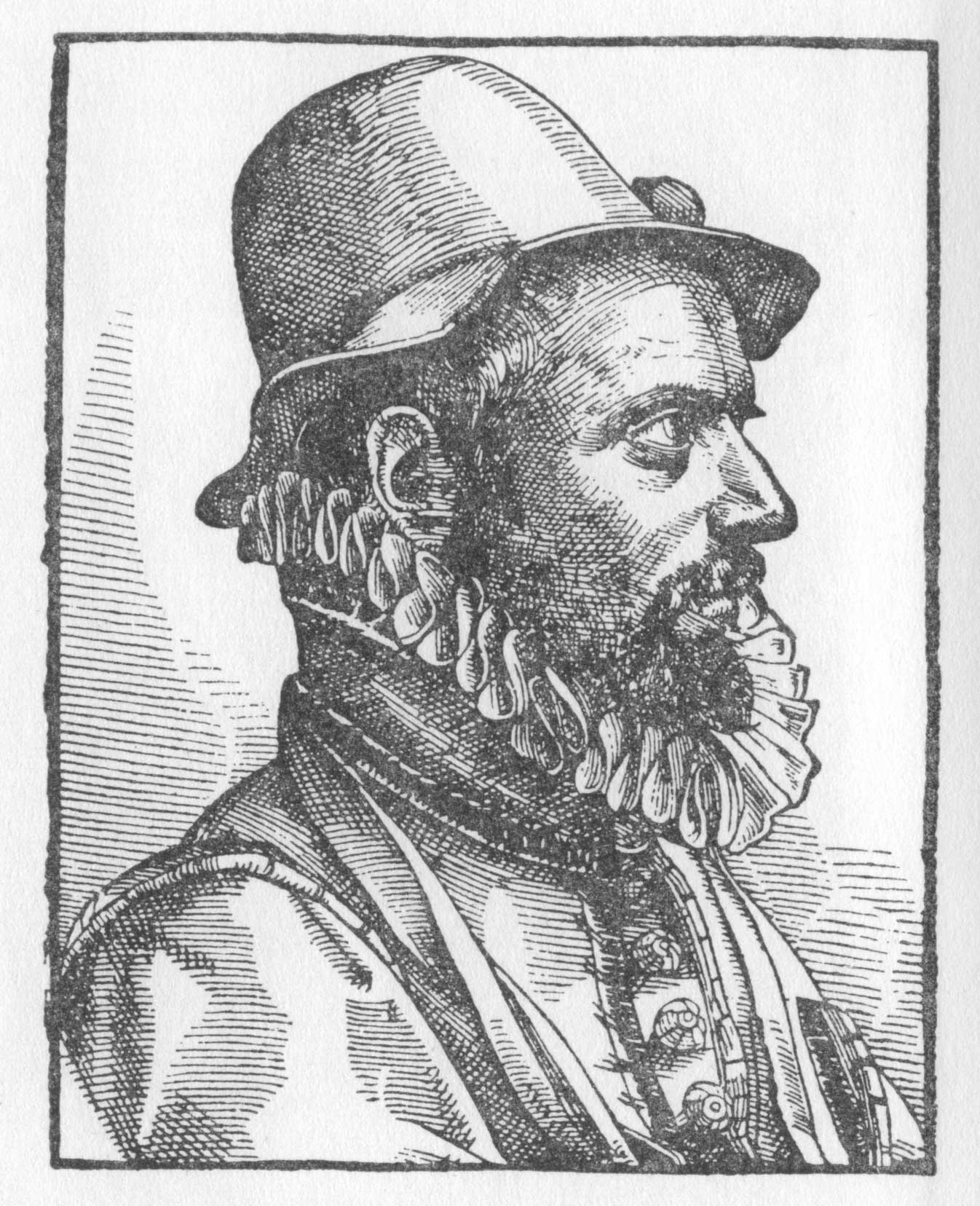
Christoph Murer: Johann Fischart (1607).
Fischarts Unterschrift:

Johann Baptist Friedrich Fischart, genannt Mentzer (d. h. „Mainzer“ nach der Herkunft des Vaters; * 1546 oder 1547 in Straßburg; † 1591 in Forbach), war ein frühneuhochdeutscher Schriftsteller und Dichter.

## Leben und Schaffen
Fischart besuchte die Lateinschule in Worms und studierte danach an der Universität Tübingen. Ab 1566 reiste er nach Flandern und Paris. Ab 1570 war er wieder in Straßburg, wo seine Werke überwiegend im Verlag seines Schwagers Bernhard Jobin erschienen. In Basel promovierte er 1574 zum Doktor der Rechte. 1581 bis 1583 war er Advokat beim Reichskammergericht in Speyer. 1583 wurde er Amtmann in Forbach.
Fischart, der erst Lutheraner, dann Calvinist war, schrieb an gegen den Verfall der Sitten, das Papsttum und die Jesuiten. Fast alle Werke Fischarts sind nach Vorlagen gearbeitet, wobei er sich häufig des Knittelverses bediente. Meisterhaft ist seine Wortspielkunst, berühmt seine zahlreichen Worterfindungen (die scherzhafte Bezeichnung Gänsewein für Wasser ist erstmals in einem seiner Werke erwähnt). Viele seiner Werke gelten als Beispiele des Grobianismus. Sein bekanntestes Werk ist die Affentheurlich Naupengeheurliche Geschichtklitterung (1575), eine freie und hinzudichtende Übersetzung von François Rabelais Werk Gargantua, das dem Begriff Geschichtsklitterung als Ursprung diente.

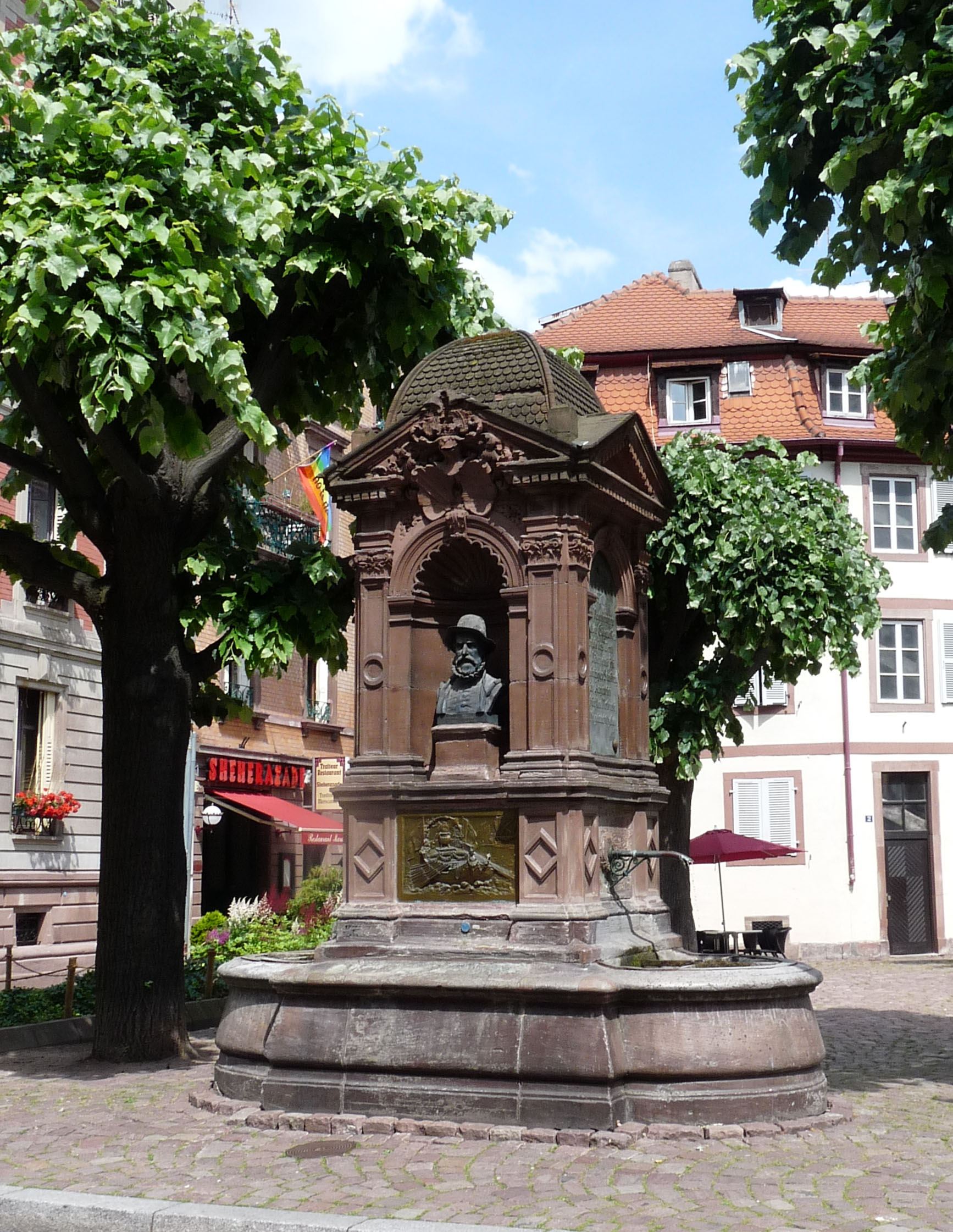
Fischart-Denkmal in Strasbourg, Place du pont aux chats (Krutenau)
Titelblatt Eulenspiegel Reimensweis
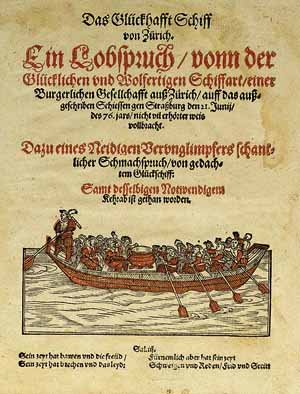
Titelblatt Das Glückhafft Schiff von Zürich
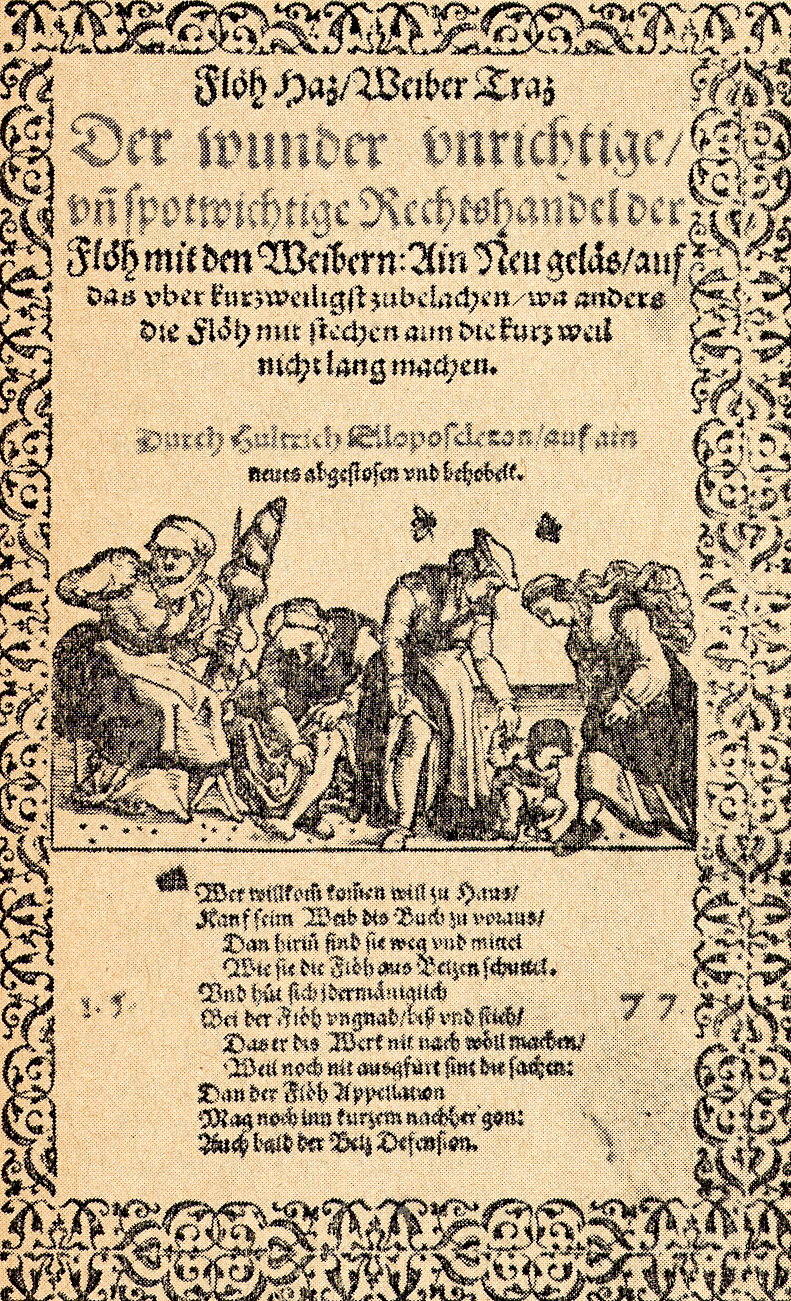
Titelblatt der Ausgabe von Flöh Haz \ Weiber Traz aus dem Jahr 1577
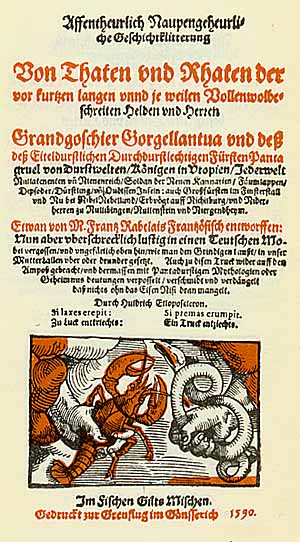
Titelseite der Geschichtklitterung von 1590

## Werke
- Barfüsser Secten und Kuttenstreit. 1570/71
- Artliches Lob der Lauten. 1572
- Eulenspiegel Reimenweis. 1572 (herausgegeben von Adolf Hauffen)
- Aller Praktik Großmutter. 1572
- Ein Vorbereitung in den „Amadis“. 1572
- Flöh Haz \ Weiber Traz. 1573, 1577
- Ernstliche Ermanung an die lieben Teutschen. 1573
- Thierbilder. 1574
- Ausspruch des Esels. vor 1575
- Affentheurlich Naupengeheurliche Geschichtklitterung. 1575/90
- Etlich Sonnet. 1575
- Biblische Historien. 1576
- Die Grille Krottestisch Mül. 1577
- Das Glückhafft Schiff von Zürich. 1576/77 (Digitalisierung. zeno.org)
- Der Gorgonisch Meduse Kopf. 1577
- Podagram(m)isch Trostbüchlin. 1577
- Binenkorb Des Heyl. Römischen Imenschwarms. 1579
- Das Jesuiterhütlein (Satire), 1580 (Digitalisierung. zeno.org)
- Vom Außgelaßnen Wütigen Teuffelsheer. 1581, Übersetzung von Jean Bodins De la Demonomanie de sorciers (1580); in lateinischer Sprache: De magorum Daemonomania (1581)
- Ein Verweißliche Auffruckung der Verkehrten, Falschgelehrten und Gernbetrognen. 1584
- Ein auß Meyland uberschribener Bericht. 1589 (Digitalisat. Universitätsbibliothek Augsburg)
- Uncalvinisch Gegen Badstüblein. 1589 (Digitalisat. Universitätsbibliothek Augsburg)
- Catalogus Catalogorum perpetuo durabilis. 1590 (Neu herausgegeben von Michael Schilling, Niemeyer, Tübingen 1993)
- Ulrich Seelbach u. a.: (Hrsg.): Johann Fischart: Sämtliche Werke. Kritische Ausgabe mit Kommentar.
  - Band 1: Nacht Rab oder Nebelkräh (1570) – Barfüßer Sekten- und Kuttenstreit (ca. 1570/1) – Von S. Dominici Leben (1571) – Ein Artliches Lob der Lauten (1572) – Aller Praktik Großmutter (in zwei Fassungen 1572 u. 1574). – Im Anhang: Vorreden zu den Lautenbüchern (1572). Peter Lang, Bern 1993, ISBN 3-906750-36-1.
  - Band 2: Eulenspiegel reimenweis (1572). Frommann-Holzboog, Stuttgart-Bad Cannstatt 2002, ISBN 3-7728-1837-4.
  - Band 3: Das sechste Buch vom Amadis (1572). Frommann-Holzboog, Stuttgart-Bad Cannstatt 2012, ISBN 978-3-7728-1838-7.